# Jessica Jones (sezon 3)
Trzeci sezon amerykańskiego serialu Jessica Jones z 2019 roku na podstawie komiksów o postaci o tym samym imieniu wydawnictwa Marvel Comics opowiada dalszą historię Jessiki Jones, kobiety o nadludzkich zdolnościach cierpiącej na zespół stresu pourazowego, która prowadzi własną agencję detektywistyczną. W tym sezonie musi się zmierzyć z seryjnym zabójcą, Gregorym Sallingerem, który jest zdeterminowany, by udowodnić, że Jones jest oszustką, a także ze swoją przybraną siostrą, Trish Walker, która stała się morderczą mścicielką.
Twórczynią serialu była Melissa Rosenberg, która wraz ze Scottem Reynoldsem pełniła funkcję showrunnera sezonu. Za produkcję odpowiadały ABC Studios, Marvel Television i Tall Girls Productions. Tytułową rolę zagrała Krysten Ritter, a obok niej w głównych rolach wystąpili: Rachael Taylor, Eka Darville, Benjamin Walker, Sarita Choudhury, Jeremy Bobb, Tiffany Mack i Carrie-Anne Moss.
Trzeci sezon Jessiki Jones jest częścią franczyzy Filmowego Uniwersum Marvela oraz trzynastym i zarazem ostatnim rozdziałem Sagi Defenders. Trzeci sezon, składający się z 13 odcinków, został udostępniony w całości 14 czerwca 2019 roku w serwisie Netflix. W lutym tego samego roku poinformowano o zakończeniu serialu po tym sezonie. Trzeci sezon Jessiki Jones otrzymał przeważnie pozytywne oceny od krytyków i dwie nominacje do Nagrody Saturn.

## Obsada

### Główna
- Krysten Ritter jako Jessica Jones, prywatna detektyw mająca nadludzkie zdolności i cierpiąca na zespół stresu pourazowego, która prowadzi własną agencję detektywistyczną, Alias Investigations[3].
- Rachael Taylor jako Trish „Patsy” Walker, była modelka i gwiazda dziecięca używająca pseudonimu „Patsy”, która pracuje jako prezenterka telewizyjna. Jest przybraną siostrą Jones i jej najlepszą przyjaciółką[3]. Audrey Grace Marshall zagrała młodszą Trish[4].
- Eka Darville(inne języki) jako Malcolm Ducasse, sąsiad Jones pracujący w Hogarth & Associates[3].
- Benjamin Walker(inne języki) jako Erik Gelden, mężczyzna o rozwiniętych zdolnościach empatycznych pozwalających mu ocenić poziom zła u innego człowieka[5].
- Sarita Choudhury jako Kith Lyonne, wiolonczelistka i dawna miłość Hogarth, matka Laurent i żona Petera[5].
- Jeremy Bobb jako Gregory Salinger, bezlitosny i nadprzeciętnie inteligentny seryjny morderca, który obrał za cel Jessicę Jones, by zdemaskować ją jako „oszustkę”[5].
- Tiffany Mack jako Zaya Okonjo, prawniczka w Hogarth & Associates, z którą spotyka się Ducasse[6].
- Carrie-Anne Moss jako Jeri Hogarth, prawniczka i współwłaścicielka kancelarii Hogarth & Associates, która często zatrudnia Jones przy swoich sprawach[3].

### Drugoplanowa
- Rebecca De Mornay jako Dorothy Walker, matka Trish Walker i agentka talentów, która została matką zastępczą Jessiki po śmierci jej rodziców[5].
- John Ventimiglia(inne języki) jako Eddy Costa, detektyw nowojorskiej policji[5].
- Aneesh Sheth(inne języki) jako Gillian, asystentka Jones w Alias Investigations[5].
- Jessica Frances Dukes jako Grace Bennett, prezenterka telewizyjna[7]
- Rachel McKeon jako Char, asystentka Jeri Hogarth w kancelarii Hogarth & Associates[8].
- Jamie Neumann(inne języki) jako Brianna „Berry” Gelden, była prostytutka i siostra Erika[9].
- Tina Chilip jako Imada, oficer nowojorskiej policji[10].

### Gościnna
- John Benjamin Hickey jako Peter Lyonne, mąż Kith i ojciec Laurenta[8].
- Chris McGinn(inne języki) jako Sharon, barmanka[8].
- Matt Weiss jako Andrew Brandt, mężczyzna, który wynajął zbirów, by skrzywdzili jego przyrodnią siostrę, Madeline[8].
- Kevin Chacon jako Vido Arocho, syn Oscara Arocho[8].
- J.R. Ramirez(inne języki) jako Oscar Arocho, były dozorca w budynku, w którym mieszka Jones. Samotnie wychowuje syna, Vido[11].
- Ivica Marc jako Gor, alfons, który pracował wcześniej z Brianną Gelden[12].
- Maury Ginsberg(inne języki) jako Steven Benowitz, prawnik i współwłaściciel kancelarii Hogarth, Chao & Benowitz[13].
- Michael Hsu Rosen(inne języki) jako Laurent Lyonne, syn Kith i Petera[13].
- Tijuana Ricks(inne języki) jako Thembi Wallace, reporterka telewizyjna WJBP-TV[14].
- Larry Mitchell jako Carl Nussbaumer, oficer nowojorskiej policji[10].
- Anthoula Katsimatides(inne języki) jako Defford, detektyw nowojorskiej policji[10].
- Chaske Spencer(inne języki) jako Jace Montero, deweloper[15].
- Mark Kenneth Smaltz(inne języki) jako Gene Burchell, dyrektor zakładu pogrzebowego[15].
- Mike Colter jako Luke Cage, mężczyzna o nadludzkiej sile i niezniszczalnej skórze[16][17].
- David Tennant jako Kevin Thompson / Kilgrave, mężczyzna z przeszłości Jones, który potrafi kontrolować umysły[16][17].

## Emisja
Trzeci sezon serialu Jessica Jones, składający się z 13 odcinków, zadebiutował w całości 14 czerwca 2019 roku w serwisie Netflix, w tym również w Polsce.
1 marca 2022 roku trzeci sezon Jessiki Jones wraz z pozostałymi sezonami i serialami Marvel Television został usunięty z Netflixa na wszystkich rynkach. 16 marca został on udostępniony na Disney+ w Stanach Zjednoczonych, Kanadzie, Wielkiej Brytanii, Irlandii, Australii i Nowej Zelandii jako Saga Defenders, natomiast w Polsce pojawił się w tym serwisie 29 czerwca 2022 roku.

## Lista odcinków
| № | Nr | Tytuł                               | Tytuł polski                              | Reżyseria          | Scenariusz                                | Premiera (Netflix) | Premiera w Polsce (Netflix) |
| --- | -- | ----------------------------------- | ----------------------------------------- | ------------------ | ----------------------------------------- | ------------------ | --------------------------- |
| 14 | 1  | AKA The Perfect Burger              | Alias Idealny Burger                      | Michael Lehmann    | Melissa Rosenberg                         | 14 czerwca 2019    | 14 czerwca 2019             |
| Jessica Jones powraca do pracy jako prywatna detektyw i podejmuje współpracę z detektywem policji, Eddym Costą, który czasami załatwia jej sprawy. Jedną z nich było zwrócenie Cassie Yasdan jej matce, ponieważ Mitch, jej ojciec, wywiózł ją do Meksyku po przegranej walce o opiekę. Jones jest zirytowana, ponieważ wideo, na którym rzuca Mitchem, staje się viralem. Hogarth, która zmaga się ze stwardnieniem zanikowym bocznym prosi Jones, by zakończyła jej cierpienie, kiedy będzie z nią bardzo źle, ale ta odmawia. Malcolm Ducasse pracuje dla Jeri Hogarth i nie podoba mu się sposób, w jaki pomagają klientowi baseballiście uniknąć kary za wypadek samochodowy, który spowodował będąc pod wpływem alkoholu. Ducasse powoduje kolejny wypadek, który tym razem kończy karierę sportową klienta. Hogarth odwiedza swoją dawną miłość, Kith Lyonne, która jest żoną profesora prawa, Petera. Dorothy Walker prosi Jones, by odszukała jej córkę Trish, która zniknęła. Jones początkowo odmawia, ale ostatecznie zmienia zdanie, by uspokoić Dorothy. Jones odkrywa, że Trish prowadzi własne śledztwo wykorzystując nowe zdolności, które zyskała wskutek eksperymentu Karla Malusa. Kiedy Jones interweniuje podczas konfrontacji Trish z przestępcą, Trish odrzuca Jones. Jones udaje się do baru, gdzie poznaje Erika Geldena. Jones i Gelden wracają do jej mieszkania, ale wpadają w zasadzkę zamaskowanego napastnika, który przed ucieczką rani Jones nożem w brzuch.  |    |                                     |                                           |                    |                                           |                    |                             |
| 15 | 2  | AKA You’re Welcome                  | Alias Nie ma za co                        | Krysten Ritter     | Hilly Hicks Jr.                           | 14 czerwca 2019    | 14 czerwca 2019             |
| W retrospekcji, po tym, jak Trish zabija Alisę, matkę Jessiki Jones, odkrywa, że ma nowe zdolności. Decyduje się na intensywne szkolenie wierząc, że będzie lepszą bohaterką niż Jones. Jones unika Trish i nie odbiera od niej telefonów. Trish udaje się złapać złodzieja telefonu komórkowego, ale on i ofiara rozpoznają ją, więc dochodzi do wniosku, że powinna w przyszłości być zamaskowana. Później złodziej próbuje pozwać ją za zranienie szyi. Ducasse szantażuje go, by obniżył kwotę odszkodowania po tym, jak odkrywa, że syn, który go podziwia, w rzeczywistości nie jest jego synem, więc Ducasse grozi mu, że powie prawdę. Trish przeprowadza się do tańszego mieszkania, co nie podoba się Dorothy; jednak nadal występuje w telewizji. Udaje się jej powstrzymać gwałciciela, a następnie zaczyna śledzić Andrew Brandta, mężczyznę, który pobił swoją przyrodnią siostrę z powodu statuetki, którą odziedziczyła. Trish obserwuje jego mieszkanie, by ją odzyskać, jednak Jones pojawia się na miejscu zdarzenia. Obecnie Trish dowiaduje się, że Jones przebywa w szpitalu i odwiedza ją. Sądzą, że za atakiem stał Brandt. |    |                                     |                                           |                    |                                           |                    |                             |
| 16 | 3  | AKA I Have No Spleen                | Alias Nie mam śledziony                   | Anton Cropper      | Lisa Randolph                             | 14 czerwca 2019    | 14 czerwca 2019             |
| Podczas operacji Jones usunięto śledzionę. Po wyjściu ze szpitala jej nowa asystentka, Gillian, oczekuje, że Jones będzie zażywała leki. Hogarth spotyka się z Kith na lunchu. Później prosi Ducasse’a o znalezienie obciążających informacji na temat męża Kith, Petera, chcąc ich rozdzielić. Ducasse umieszcza kamerę w biurze Petera i odkrywa, że spotyka się z jedną ze swoich studentek, a Kith wyjawia Hogarth, że ona i jej mąż mają otwarty związek. Hogarth pomaga Jones w znalezieniu posążka. Jones prowadzi śledztwo w sprawie Brandta będąc przekonaną, że to on stoi za atakiem na nią. Upada na ulicy z powodu odwodnienia, a Trish wzywa pogotowie i ucieka ze zdobytymi przez Jones tropami. Niemniej jednak Jones odnajduje posążek. Po konfrontacji z Trish odnajduje i przesłuchuje Brandta. Dowiaduje się, że to nie on był napastnikiem, ani żadna inna osoba z nim powiązana. Zostawia go związanego dla Trish, która wydaje go policji. Gelden pojawia się w domu u Jones, a wówczas ta uświadamia sobie, że napastnikowi chodziło o Geldena. |    |                                     |                                           |                    |                                           |                    |                             |
| 17 | 4  | AKA Customer Service is Standing By | Alias Obsługa klienta przyjmie zamówienie | Liesl Tommy        | Jamie King                                | 14 czerwca 2019    | 14 czerwca 2019             |
| Gelden wyjaśnia, że był winien pieniądze przestępczyni Sal Blaskowski i miał tydzień na jego spłatę. Wyjawia, że jest empatyczny i potrafi wyczuć, czy ktoś zrobił coś złego, choć sprawia mu to ból. Jones i Gelden wspólnie odnajdują osoby, które szantażował, zbierają pieniądze, które zostawili i zgłaszają ich przestępstwa policji. Trish podsłuchując rozmowę Geldena i zaczyna się zajmować Blaskowski. Włamuje się do biura Ducasse’a, by zdobyć informacje. Gelden zostawia Jones, by oddać pieniądze Blaskowskiej, ale ta postanawia go utopić za spóźnienie. Trish pojawia się na miejscu i ratuje go, ale przypadkowo poważnie rani Blaskowski. Ducasse odkrywa, że Peter Lyonne defraudował fundusz stypendialny utworzony ku pamięci swojej córki. Hogarth początkowo postanawia nic nie robić z tymi informacjami, jednak po spotkaniu z Kith, każe Ducasse’owi ujawnić je. Jones w końcu odnajduje napastnika, Gregory’ego Sallingera, bardzo inteligentnego, psychopatycznego seryjnego mordercę. Jones odchodzi, kiedy Sallinger grozi ujawnieniem dowodów obciążających ją. Jones niechętnie prosi Trish o pomoc w schwytaniu go. |    |                                     |                                           |                    |                                           |                    |                             |
| 18 | 5  | AKA I Wish                          | Alias Żałuję                              | Mairzee Almas      | Jason Holtham                             | 14 czerwca 2019    | 14 czerwca 2019             |
| Jones i Trish zaczynają obserwować mieszkanie Sallingera. Kiedy wychodzi, Trish włamuje się, by zebrać dowody, podczas gdy Jones podąża za nim. Odkrywa, że szpiegował siostrę Geldena, Briannę. Jones spotyka się z nimi i sądzi, że są w niebezpieczeństwie. Każe Briannie zatrzymać się u Ducasse’a w celu ochrony, choć nie trwa to długo, ponieważ pojawia się jej alfons, Gor i zabiera ją. Kith jest zdruzgotana ujawnionymi informacjami o mężu. Peter próbuje przekonać Kith, że Hogarth nią manipuluje i że to ona stoi za ujawnieniem tych informacji. Peter nagrywa film, w którym popełnia samobójstwo i oskarża w nim Hogarth. Kith każe Hogarth trzymać się od niej z daleka. Jones i Trish nadal kłócą się w sprawie śmierci Alisy, a Gillian nalega, by wyjaśniły sobie różnice zdań. Następnie wykorzystują zebrane dowody i zastawiają zasadzkę, by wyśledzić Sallingera do opuszczonego wagonu, w którym znajdują się zebrane przez niego ciała. Jones uruchamia pułapkę gazową zainstalowaną w wagonie, a Trish ją ratuje; w tym czasie Sallinger ucieka. Obie przyznają się do swoich błędów w związku z Alisą. Jones i Trish decydują, aby Trish pozostała anonimowa i sama zostaje, by porozmawiać z policją. Później Sallinger zastawia zasadzkę na Geldena w jego pokoju hotelowym i porywa go. |    |                                     |                                           |                    |                                           |                    |                             |
| 19 | 6  | AKA Sorry Face                      | Alias Mina wyrażająca skruchę             | Tim Iacofano       | Jesse Harris                              | 14 czerwca 2019    | 14 czerwca 2019             |
| Podczas gdy policja zbiera dowody pozostawione w wagonie, Jones rozmawia z detektywem Costą. Sallinger torturuje Geldena i próbuje nakłonić go do przyznania się, że jest oszustem. Robiąc to, odkrywa zdolności empatyczne Geldena, kiedy stojąc blisko niego Gelden zaczyna krwawić. Jones dowiaduje się o porwaniu Geldena, próbując odwieść ją od walki z przestępczością zmusza Trish do ujawnienia Dorothy swoich mocy, jednak Dorothy po kłótni z Trish, odrzuca ją. Ducasse odnajduje Briannę i bije Gora, przekonując ją do powrotu po tym, jak powiedział jej o porwaniu jej brata. Hogarth próbuje przeprosić Kith, ale zostaje zatrzymana przez syna, Laurenta, który wyrzuca ją ze stypy. Skandal związany z Peterem powoduje, że wielu klientów Hogarth rezygnuje z usług jej kancelarii. Jej były partner Steven Benowitz odbiera jej ważnego klienta, Rand Enterprises. Jones i Trish udaje się namierzyć Sallingera i go znaleźć. Ratują Geldena i aresztują Sallingera. Jednak Costa ujawnia, że Sallinger nie będzie sądzony z powodu braku dowodów. Gelden nie może zeznawać, ponieważ grozi mu rok więzienia za szantaż i będzie cierpiał tam z bólu z powodu swoich mocy. Ducasse nawiązuje romans z Brianną. |    |                                     |                                           |                    |                                           |                    |                             |
| 20 | 7  | AKA The Double Half-Wappinger       | Alias Podwójny pół-wrappinger             | Larry Teng         | Nancy Won                                 | 14 czerwca 2019    | 14 czerwca 2019             |
| Hogarth zostaje adwokatem Sallingera, co wprawia w złość Jones. Następnie Sallinger ostro krytykuje działania Jones. Trish i Jones dochodzą do wniosku, że śmierć brata Sallingera, Donny’ego, była jego pierwszym zabójstwem i udają się do Wappinger Falls, by się temu przyjrzeć. Szef lokalnej policji Ronnie Velasco odmawia pomocy Jones, więc ona i Trish kradną akta policyjne. Przyznają, że śmierć Donny’ego była jednak wypadkiem, ale odkrywają, że Sallinger miał przyjaciela w swojej licealnej drużynie zapaśniczej, Nathana Silvę, który w tajemniczy sposób zniknął. Odwiedzają Silvów i Jones odkrywa, że ciało Nathana było przez te wszystkie lata było pochowane pod altaną w ich ogrodzie. Ducasse jest zdenerwowany, że Hogarth pomaga Sallingerowi, ale jego dziewczyna, Zaya Okonjo, upiera się, że to część ich pracy. Hogarth zaczyna przyglądać się zamaskowanej mścicielce pomagającej Jones i odkrywa, że miała ona dostęp do akt jej klientów. Zaya przegląda nagrania z monitoringu i zauważa rozmowę Ducasse’a z Trish. Gdy Trish zyskuje rozgłos jako zamaskowana mścicielka, Jones i Ducasse konfrontują się z Sallingerem na treningu zapaśniczym. Sallinger drwi z Jones, nazywając ją osobą, która używa brutalnej siły z powodu braku dyscypliny i wyzywa ją na pojedynek zapaśniczy. Ta akceptuje i zostaje przez niego przygwożdżona, ale wytrąca go z równowagi ujawniając, że wie, że zabił Nathana, i upokarza go, rzucając nim na matę zapaśniczą. |    |                                     |                                           |                    |                                           |                    |                             |
| 21 | 8  | AKA Camera Friendly                 | Alias Przyjazna dla kamery                | Stephen Surjik     | Scott Reynolds                            | 14 czerwca 2019    | 14 czerwca 2019             |
| Jones otrzymuje wideo od Sallingera, w którym wyjawia jej plan na kolejne morderstwo. Werbuje Trish do pomocy w poszukiwaniu ofiary jednocześnie kontaktując się z Costą w celu sprawdzenia mieszkania Sallingera. Znajduje się w nim mężczyzna o imieniu Joby, wynajęty do oglądania telewizji w jego domu. Jones filmuje siebie niszczącą trofea i dyplomy Sallingera i wysyła mu wideo, by go sprowokować. Ducasse odkrywa, że Okonjo sfałszowała nagranie z monitoringu, na którym jest z Trish. Hogarth żąda, by zamaskowana kobieta została zdemaskowana przed opinią publiczną. Dorothy załatwia Jones udział w wywiadzie z Thembi Wallace, który głównie polega na oskarżeniu Sallingera i ostrzeżeniu jego kolejnej ofiary. Jones i Trish wyruszają na poszukiwania Sallingera i wierzą, że jego następną ofiarą będzie Mona Lee z GT Agrochemical. Sallinger pojawia się w swoim mieszkaniu pozornie czysty od jakichkolwiek wykroczeń. Po ucieczce przed paparazzi Jones zdaje sobie sprawę, że Dorothy jest kolejną ofiarą Sallingera. Trish znajduje swoją matkę zamordowaną przez Sallingera, po czym pędzi do mieszkania Sallingera, by go zabić. Jones próbuje ją powstrzymać. |    |                                     |                                           |                    |                                           |                    |                             |
| 22 | 9  | AKA I Did Something Today           | Alias Dziś coś zrobiłam                   | Jennifer Getzinger | Lisa Randolph                             | 14 czerwca 2019    | 14 czerwca 2019             |
| Zanim Jones udaje się powstrzymać Trish, ta poważnie rani Sallingera. Jones otrzymuje zdjęcie dowodu ataku Trish od hospitalizowanego Sallingera, który grozi, że jeśli Jones nie zniszczy wszystkich dowodów śmierci Nathana to je opublikuje. Jones i Gelden, by ocalić Trish, zmuszają Carla Nussbaumera, szantażowanego przez Geldena funkcjonariusza policji, by wprowadził ich do laboratorium kryminalistycznego, gdzie Jones usuwa dowody. Trish jest jednak zdenerwowana tym, że Jones wybrała ją zamiast Sallingera, ponieważ oznacza to, że wyjdzie na wolność. Do Hogarth przychodzi Laurent, syn Kith, z prośbą o pomoc w sprawie przeciwko darczyńcy fundacji Demetri Patserasowi. Hogarth rozmawia z Kith, wyznaje jej całą prawdę i przyznaje, że nadal jest w niej zakochana. Kith ostatecznie przyjmuje pomoc Hogarth. Ducasse daje Hogarth pełne nagranie z kamer przyznając, że sam je sfałszował i składa rezygnację. Hogarth przeglądając to nagranie zauważa, że to Trish jest zamaskowaną mścicielką. Costa odwiedza Jones i informuje ją, że został zmuszony do wzięcia urlopu z powodu utraty dowodów. Następnego dnia przybywają śledczy z podejrzeniem, że Jones zamordowała Nussbaumera. |    |                                     |                                           |                    |                                           |                    |                             |
| 23 | 10 | AKA Hero Pants                      | Alias Zabawa w bohatera                   | Sanford Bookstaver | Hilly Hicks Jr. Jamie King                | 14 czerwca 2019    | 14 czerwca 2019             |
| Śledczy nie mogą znaleźć żadnych dowodów na Jones, ale znajdują teczkę dotyczącą Nussbaumera, którą Jones pozwala im zabrać. Trish i Jones przygotowują się do pogrzebu Dorothy. Podczas gdy Trish próbuje ochłonąć, śledczy zwracają się do niej w sprawie Nussbaumera, jednak ta nie wątpi w niewinność Jones, która zaczyna podejrzewać Geldena o to morderstwo. Gelden jednak zarzeka się, że go nie zabił. Ducasse prosi o ponowne dołączenie do Alias Investigations, na co Jones się zgadza przydzielając go do zajęcia się sprawą Nussbaumera i Geldena. Ducasse wkrótce zrywa z Okonjo, a Jones przydziela mu sprawę Jace’a Montero. Trzeźwa Brianna pojawia się u Ducasse’a, zostaje u niego i oboje rozpoczynają związek. Kith przybywa do Hogarth w sprawie Patserasa, nie zgadzając się z jej metodami pracy poza prawem. Jednak kiedy Patseras oskarża ją o oszustwo, prosi Hogarth, by zrobiła wszystko, co jest konieczne. Jones i Trish biorą udział w pogrzebie Dorothy. Gillian dzwoni do Jones i informuje ją, że policja ma nakaz jej aresztowania. Jones zdaje sobie sprawę, że Trish zamordowała Nussbaumera i wychodzi z pogrzebu. Później śledzi Trish, ale zostaje aresztowana. Gelden z przerażeniem obserwuje, jak Trish morduje Montero. |    |                                     |                                           |                    |                                           |                    |                             |
| 24 | 11 | AKA Hellcat                         | Alias Hellcat                             | Jennifer Getzinger | Jane Espenson                             | 14 czerwca 2019    | 14 czerwca 2019             |
| W retrospekcji Dorothy zmusza Trish do zajęcia się aktorstwem, a Trish zdobywa główną rolę w serialu komediowym emitowanym na antenie ABC. W czasach współczesnych, po odkryciu, że jej matka nie żyje, Trish rusza za Sallingerem. Zostaje jednak zatrzymana przez Jones, która próbuje ją uspokoić. Trish zwraca się do Geldena z prośbą o pomoc w łapaniu przestępców. Pierwszym jest Nussbaumer, którego przyznanie się do winy nagrywają. Następnie Trish przypadkowo zabija go w wściekłości, a ból głowy Geldena ustępuje. Kiedy Jones zostaje aresztowana za zamordowanie Nussbaumera, Trish i Gelden planują odwrócić uwagę śledczych, atakując Montero i biorąc odpowiedzialność za śmierć Nussbaumera. Hogarth przychodzi do Trish i informuje ją, że wie, że to ona jest zamaskowaną mścicielką i prosi ją, by ukradła coś Patserasowi. W zamian za to obiecuje zniszczyć nagranie ujawniające kim jest. Okazuje się, że Gelden wezwał policję w sprawie Jones, by ta miała alibi. Trish i Gelden konfrontują się z Montero, ale wściekła Trish zabija go. Przekonana, że zabijanie jest bardziej skuteczną metodą, Trish decyduje się to kontynuować. |    |                                     |                                           |                    |                                           |                    |                             |
| 25 | 12 | AKA A Lotta Worms                   | Alias Sporo tych robaków                  | Sarah Boyd         | Scott Reynolds                            | 14 czerwca 2019    | 14 czerwca 2019             |
| Jones zostaje zwolniona z aresztu i wraca do Alias Investigations, gdzie zastaje Geldena. Mówi jej, że Trish teraz celowo zabija ofiary, a Jones udaje się do szpitala gdzie przebywa Sallinger, by przeszkodzić Trish w zabiciu go. Zabiera go do Hogarth, ale on decyduje się wrócić do swojego mieszkania i poczekać, aż Trish przybędzie i go zaatakuje. Jones prosi o pomoc Ducasse’a i Geldena, a sama pilnuje Sallingera w jego mieszkaniu, zastawiając pułapkę na Trish, co kończy się sukcesem. Ducasse i Gelden powalają ją na dachu, natomiast Jones zabiera kamerę zawierającą zdjęcie Trish atakującej wcześniej Sallingera. Ducasse trzyma skutą łańcuchem Trish w jej mieszkaniu i obserwuje ją. Sallinger później zatrzymuje Jones w jej mieszkaniu i zaczyna ją torturować, by przyznała się, że jest oszustką. Kiedy Sallinger wspomina o zabiciu Dorothy, Jones ujawnia mu, że nagrała jego zeznania i pokonuje go, zostawiając go policji. Po aresztowaniu Sallingera Jones uwalnia Trish i zachęca ją, by ruszyła dalej ze swoim życiem. Jednak Trish nadal ogarnia gniew i morduje Sallingera, po czym ucieka i rani kilku przypadkowych przechodniów. Hogarth, Costa i Jones widzą w windzie jego pobite i okaleczone ciało. |    |                                     |                                           |                    |                                           |                    |                             |
| 26 | 13 | AKA Everything                      | Alias Zrobię wszystko                     | Neasa Hardiman     | Melissa Rosenberg Lisa Randolph Nancy Won | 14 czerwca 2019    | 14 czerwca 2019             |
| Kiedy Jones wraca do swojego mieszkania, pojawia się u niej Luke Cage, który mówi jej, że najtrudniejszą rzeczą, jaką zrobił, było wysłanie do Raft swojego brata, Willisa Strykera. To przekonuje Jones do odnalezienia Trish. Hogarth wyznaje Kith, że cierpi na stwardnienie zanikowe boczne. Jones postanawia powstrzymać Trish, która zaatakowała Patserasa. Jej brutalną konfrontację z Patserasem przerywa jego córka, Nora, która wzywa policję. Trish ucieka. Na prośbę Jones Hogarth zwabia Trish do swojego domu, by Jones mogła ją schwytać. Jednak Trish bierze Kith jako zakładniczkę, by zmusić Hogarth do pomocy jej z wyjeździe z kraju. Jones znajduje Trish próbującą uciec i pokonuje ją, gdy ta próbuje ją dźgnąć. Podczas przesłuchania Trish uświadamia sobie, że ona jest tą złą. Jones aranżuje spotkanie Costy i Geldena, który przedstawia się Erikowi i oferuje mu współpracę z policją. Jones powierza Ducasse’owi Alias Investigations i planuje wyjechać do Meksyku, jednak słyszy głos Kilgrave’a w swojej głowie, przez co zmienia zdanie i postanawia pozostać w Nowym Jorku. |    |                                     |                                           |                    |                                           |                    |                             |

## Produkcja

### Rozwój projektu

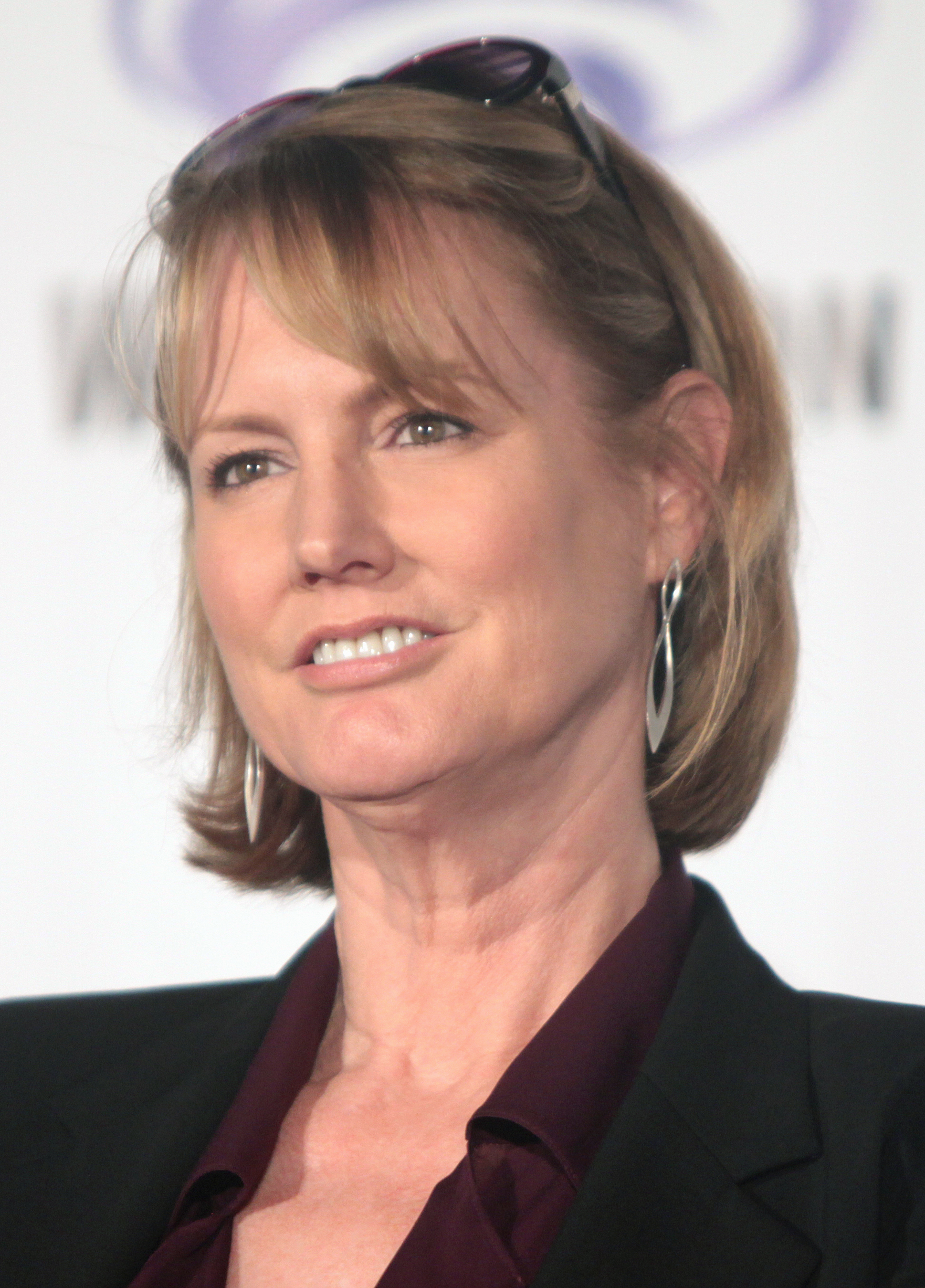
Melissa Rosenberg, współshowrunnerka sezonu

12 kwietnia 2018 roku poinformowano, że Netflix zamówił trzeci sezon serialu. Pod koniec czerwca tego samego roku potwierdzono, że Melissa Rosenberg powróci jako showrunner tego sezonu. Ujawniono wtedy również, że Krysten Ritter zadebiutuje jako reżyser jednego z odcinków sezonu. Scott Reynolds został drugim showrunnerem.
Producentami wykonawczymi serialu obok Rosenberg i Reynoldsa byli również Brian Michael Bendis, Hilly Hicks Jr., Alan Fine, Stan Lee, Joe Quesada, Karim Zreik, Jeph Loeb i Howard Klein. Nad produkcją trzeciego sezonu pracowały wytwórnie ABC Studios, Marvel Television i Tall Girls Productions.

### Scenariusz
Nad scenariuszem do poszczególnych odcinków pracowali: Melissa Rosenberg, Hilly Hicks Jr., Lisa Randolph, Jamie King, Jason Holtham, Jesse Harris, Nancy Won, Scott Reynolds i Jane Espenson.
Rosenberg przyznała, że nie otrzymała żadnych wytycznych od szefostwa Marvel Televison przy pisaniu scenariuszy do odcinków trzeciego sezonu. Zależało jej, by po pierwszym i drugim sezonie, w których zagłębiała się w przeszłość Jessiki, pokazać, że „to w tym sezonie idzie ona do przodu i znajduje swoje miejsce na świecie”. Rosenberg wyjawiła, że sezon trzeci opowiada o Jessice, która „próbuje żyć zgodnie ze słowami swojej matki”. Dla Rosenberg podobnie, jak w przypadku poprzednich sezonów, ważna była relacja Jessiki z Trish. W trzecim sezonie chciała jednak, aby znalazła się ona „na pierwszym planie”. W pierwszym i drugim sezonie to Trish była „kompasem moralnym” Jessiki, „ponieważ Jessica zawsze żyła w świecie odcieni szarości, podczas gdy Trish miała znacznie szerszą perspektywę”. Po tym, jak Trish zyskuje nadludzkie zdolności „jej wyobrażenie o tym, kim jest bohater jest bardzo czarno-białe, na zasadzie dualizmu dobro-zło, podczas gdy część zmagań Jessiki polega na tym, skąd się wie, kto jest dobry, a kto zły i co jest dobre, a co złe?” Eka Darville podkreślił, że serial „nadal jest bardzo związany zasadami ludzkiej egzystencji, jakich doświadczamy dzisiaj”.
Rosenberg wyjawiła, że postać Erika Geldena zadającego pytanie „Czy boli cię głowa przy mnie?” pozwoliła Jeessice „uspokoić ją w stopniu, w jakim można ją zapewnić, że przynajmniej nie jest zła. Pomaga jej to trochę bardziej zaufać sobie. I patrzyć, jak kompas moralny Trish psuje się... Jessica zawsze polegała na Trish, jeśli chodzi o kompas moralny, więc kiedy okazuje się, że Trish tak naprawdę wcale nie jest kompasem, Jessica znów musi polegać na swoim własnym kompasie. To także daje jej większą pewność siebie we własnym osądzie”. Trish jako ofiara przemocy, „jest osobą, która nigdy w życiu nie czuła się bezpieczna” do momentu, kiedy „poznała Jessikę, zobaczyła i doświadczyła, co to znaczy czuć się przynajmniej fizycznie bezpiecznie”. Rosenberg zauważyła, że „jej potrzeba bycia bohaterką jest autentyczna. Nie chce, żeby ktokolwiek musiał doświadczyć tego, przez co przeszła, ale niestety zabrakło jej odpowiedniego podejścia”.
Rosenberg odniosła się również do wyboru złoczyńcy w trzecim sezonie: „Jest to postać, która nie posiada żadnych mocy. Kiedy masz złoczyńcę, który ma moc i ty masz moc, tak naprawdę jesteś poza zakresem prawa i masz swój własny zestaw zasad. Ale w tym przypadku masz do czynienia z kimś, kto nie ma mocy. Jest po prostu zwykłym człowiekiem, choć obdarzonym genialnym intelektem”. Zauważyła również, że przewrotność sezonu polega na tym, że to Trish staje się złoczyńcą.
Rosenberg wyjawiła, że o anulowaniu serialu dowiedziała się w trakcie pisania scenariusza, co pozwoliło jej i zespołowi scenarzystów na znalezienie satysfakcjonującego (jej zdaniem) zakończenia. Zauważyła ponadto, że „pod koniec każdego sezonu chciała zostawić jak najwięcej drzwi otwartych. Kiedy masz świetny zestaw bohaterów, a zwłaszcza tak wspaniałą postać jak Jessica, możesz opowiadać historie przez cały dzień, przez całe życie”.

### Casting
W kwietniu 2018 roku poinformowano, że Krysten Ritter jako Jessica Jones, Rachael Taylor jako Trish Walker, Eka Darville jako Malcolm Ducasse i Carrie-Anne Moss jako Jeri Hogarth, powrócą w trzecim sezonie. W maju 2019 roku ujawniono, że w głównych rolach wystąpią również Benjamin Walker jako Erik Gelden, Sarita Choudhury jako Kith Lyonne, Jeremy Bobb jako Gregory Salinger i Tiffany Mack jako Zaya Okonjo.
Również w maju 2019 roku ujawniono, że w roli drugoplanowej powróci Rebecca De Mornay jako Dorothy Walker oraz, że do obsady drugoplanowej dołączyli Aneesh Sheth jako Gillian i Jessica Frances Dukes jako Grace Bennett. W rolach drugoplanowych powrócili również Jamie Neumann jako Brianna Gelden i Tina Chilip jako Imada.
Swoja role z poprzednich sezonów powtórzyli również John Ventimiglia jako Eddy Costa i Rachel McKeon jako Char oraz gościnnie J.R. Ramirez jako Oscar Arocho, Kevin Chacon jako Vido Arocho, Chris McGinn jako Sharon, Maury Ginsberg jako Steven Benowitz, Mike Colter jako Luke Cage i David Tennant jako Kilgrave. Natomiast swoją rolę z serialu Luke Cage ponownie powtórzyła Tijuana Ricks jako Thembi Wallace.

### Scenografia i kostiumy
Scenografię przygotowała Toni Barton, a kostiumy do trzeciego sezonu serialu zaprojektowała Elisabeth Vastola. Barton wyjawiła, że wraz z Melissą Rosenberg podjęły decyzję o ulokowaniu biura kancelarii Hogarth w kamienicy na Upper East Side. W poprzednich sezonach biuro kancelarii, w której pracowała Hogarth, znajdowały się w budynku korporacyjnym na Times Square, dlatego też zadecydowały, by jej biuro znajdowało się w innej okolicy. Współpracująca z Barton Caroline Ghertler przyznała, że nowe biuro „odzwierciedla jej [Hogarth] gusta i kolory, które dobrze do niej pasują”, a Barton stwierdziła, że pragnęła stworzyć przestrzeń „na wzór jej domu”, a obrazy w biurze były dobrane w taki sposób, by wyglądały na osobiście dobrane przez Hogarth. Scenograf wyjawiła, że starała się tak zaprojektować wnętrza kancelarii, by każdy człowiek, niezależnie od koloru skóry, prezentował się dobrze w obiektywie kamery. Przyznała, że uważała to za problem nie brany pod uwagę w wielu produkcjach telewizyjnych.
Vastola skomentowała, że strój Jessiki Jones nie uległ dużej zmianie w stosunku do wcześniejszych sezonów. Wyznała, że pojawił się ten sam problem z kurtką bohaterki, co w drugim sezonie, ponieważ również i ta została wycofana ze sprzedaży. Zdecydowano się na zrekonstruowanie i uszycie kurtek. Ponadto Vastola postanowiła dobrać bardziej obcisły model dżinsów, ale z większą ilością przetarć. Niektóre z par dżinsów były specjalnie dostosowane do ruchów kaskaderskich; doszywano między innymi strecz w szwy lub całkowicie przerabiano daną parę, szyjąc ją z rozciągliwego materiału. W przypadku nowych postaci w sezonie Vastola wyjawiła, że strój Gregory’ego Sallingera ma pokazać, że jest „w pewnym sensie nikim lub kimkolwiek”. Natomiast w przypadku Gillian, asystentki Jessiki, zdecydowała, by jej garderoba wyróżniała się na tle biura Jones, które uznała „ciemne i obskurne” i dodała, że ma „wrażenie, że kiedy jesteś tam z Jessicą, też czujesz się jak na kacu”. Ubiór Gillian miał być „jasny i kolorowy”, ale i zarazem „miejski i mocny”.

### Zdjęcia i postprodukcja
Zdjęcia do sezonu rozpoczęły się pod koniec czerwca 2018 roku w Nowym Jorku pod roboczym tytułem Violet. W lutym 2019 roku poinformowano, że prace na planie się zakończyły. Za zdjęcia odpowiadali Manuel Billeter i Petr Hlinomaz.
Krysten Ritter zadebiutowała w roli reżysera odcinka „Alias Nie ma za co”. Melissa Rosenberg wyjawiła, że rozmawiała z nią na ten temat już przy okazji pracy nad drugim sezonem serialu. Największą przeszkodę stanowił jednak fakt, że Jessika Jones, którą gra Ritter, była w każdym odcinku. Podczas prac nad scenariuszem trzeciego sezonu okazało się, że w tym odcinku postać się nie pojawia. Rosenberg uznała, że jest to dobra okazja, by Ritter wyreżyserowała ten odcinek.
Koordynator kaskaderów, Clayton Barber, wyjawił, że starał się nakłonić aktorów do samodzielnego wykonywania większości scen akcji. Jednak „jeśli nie czują się komfortowo” wykorzystywani są do tego celu dublerzy.

## Muzyka
Muzykę do trzeciego sezonu, podobnie jak do dwóch poprzednich, skomponował Sean Callery. Marvel’s Jessica Jones Season Three: Original Soundtrack Album został wydany cyfrowo 19 lipca 2019 roku przez Hollywood Records i Marvel Music.
| Marvel’s Jessica Jones Season Three: Original Soundtrack Album – 2019 | Marvel’s Jessica Jones Season Three: Original Soundtrack Album – 2019 | Marvel’s Jessica Jones Season Three: Original Soundtrack Album – 2019 | Marvel’s Jessica Jones Season Three: Original Soundtrack Album – 2019 |
| Nr                                                                    | Tytuł utworu                                                          | Muzyka                                                                | Długość                                                               |
| --------------------------------------------------------------------- | --------------------------------------------------------------------- | --------------------------------------------------------------------- | --------------------------------------------------------------------- |
| 1.                                                                    | „Trish in Training”                                                   | S. Callery                                                            | 1:41                                                                  |
| 2.                                                                    | „Malcolm the Hacker”                                                  | S. Callery                                                            | 2:15                                                                  |
| 3.                                                                    | „Trish Trying on Costumes”                                            | S. Callery                                                            | 1:55                                                                  |
| 4.                                                                    | „Sallinger’s Theme”                                                   | S. Callery                                                            | 2:59                                                                  |
| 5.                                                                    | „Searching for Mona”                                                  | S. Callery                                                            | 2:50                                                                  |
| 6.                                                                    | „I Just Want a Name”                                                  | S. Callery                                                            | 2:31                                                                  |
| 7.                                                                    | „Snooping Around the Gallery”                                         | S. Callery                                                            | 2:28                                                                  |
| 8.                                                                    | „Jessica Spies Trish Stalking Brandt”                                 | S. Callery                                                            | 2:53                                                                  |
| 9.                                                                    | „Kith’s Love Theme for Jeri”                                          | S. Callery                                                            | 2:44                                                                  |
| 10.                                                                   | „Jessica Trapped in the Tank”                                         | S. Callery                                                            | 2:40                                                                  |
| 11.                                                                   | „Finding Dorothy”                                                     | S. Callery                                                            | 4:33                                                                  |
| 12.                                                                   | „Jessica and Erik”                                                    | S. Callery                                                            | 2:46                                                                  |
| 13.                                                                   | „Hogarth’s Press Conference”                                          | S. Callery                                                            | 1:38                                                                  |
| 14.                                                                   | „Zaya Reaching Out”                                                   | S. Callery                                                            | 1:49                                                                  |
| 15.                                                                   | „Meeting on Sallinger’s Turf”                                         | S. Callery                                                            | 3:36                                                                  |
| 16.                                                                   | „Erik Is Rescued”                                                     | S. Callery                                                            | 2:44                                                                  |
| 17.                                                                   | „Trish Is Taken Down”                                                 | S. Callery                                                            | 4:06                                                                  |
| 18.                                                                   | „Streetwise Sallinger”                                                | S. Callery                                                            | 2:10                                                                  |
| 19.                                                                   | „Arrested While Following Trish”                                      | S. Callery                                                            | 4:50                                                                  |
| 20.                                                                   | „Wrestling Match”                                                     | S. Callery                                                            | 2:49                                                                  |
| 21.                                                                   | „Goodbyes at the Pier”                                                | S. Callery                                                            | 1:53                                                                  |
|                                                                       |                                                                       |                                                                       | 57:50                                                                 |

## Promocja
28 maja 2019 roku ukazał się teaser wraz z ogłoszeniem daty premiery sezonu. 6 czerwca pojawił się zwiastun trzeciego sezonu.
28 maja 2019 roku odbyła się premiera sezonu w Los Angeles. W wydarzeniu uczestniczyła obsada i ekipa produkcyjna sezonu oraz zaproszeni goście. Premierze towarzyszył czerwony dywan oraz szereg konferencji prasowych.

## Odbiór

### Krytyka w mediach
Trzeci sezon serialu spotkał się z przeważnie pozytywną oceną krytyków. W serwisie Rotten Tomatoes 73% z 41 recenzji uznano za pozytywne, a średnia ocen wystawionych na ich podstawie wyniosła 6,5/10. Na portalu Metacritic średnia ważona ocen z 7 recenzji wyniosła 65 punktów na 100.
Amon Warmann z „Empire Magazine” uznał, że trzeci sezon ma „szorstki ton i ważkie tematy, moralnie mętne postacie i świetne kreacje”; przyznał, że „ostatni sezon Jessiki Jones jest w zasadzie przyjemnym pokazem tego, czego będzie nam brakować w tych serialach, gdy Defendersverse dobiegnie końca”. Graeme Virtue z „The Guardian” uznał, że „gdy Salinger pojawił się w historii, sezon trzeci nieco się rozgrzał”. Chancellor Agard z „Entertainment Weekly” ocenił, że „chociaż nie był to najbardziej elektryzujący sposób na rozpoczęcie sezonu, to jednak pozwolił przygotować wszystko na dobry sezon finałowy”. Caroline Siede z The A.V. Club stwierdziła, że „Krysten Ritter, Rachael Taylor i Carrie-Anne Moss odegrały role wszech czasów. Wyrazy uznania dla fenomenalnej pracy, którą wykonały podczas całej serii”. Ben Travers z Indie Wire uznał, że „Jessica Jones w trzecim sezonie wkroczyła na złą drogę i pozostaje tam aż do końca”. Pat Brown ze „Slant Magazine” ocenił, że „serial zbliża się do końca i nie ma już wiele do powiedzenia na temat traumy”. Allison Keene z „Paste Magazine” stwierdziła, że „Ritter, która tak fantastycznie wcieliła się w tę postać, zasługuje na więcej niż sezon, w którym Jessica znajduje się mniej więcej tam, gdzie zawsze – zawiedziona przez otaczających ją ludzi”.
Mateusz Piesowicz z serwisu Serialowa uznał, że „wady i zalety marvelowskich seriali Netfliksa znamy wszak na wylot, a 3. sezon Jessiki Jones idealnie się w nie wpisuje, sprawiając, że okłamywałbym sam siebie, przekonując, jak bardzo będzie mi ich brakować. Nie, wylewać żali nad podyktowaną korporacyjnymi rozgrywkami rozłąką Netfliksa z Marvelem nie będę, ale też nie da się ukryć, że trochę dobrego ta współpraca przyniosła. Ot, choćby Jessicę Jones w kreacji Krysten Ritter – najlepszy powód, by jednak dać temu tylko przeciętnemu sezonowi szansę”. Michał Kujawiński z NaEkranie.pl ocenił, że „ostatecznie sezon ten śmiało można postawić w hierarchii wyżej od drugiego i mimo powolnego i nieco męczącego początku później mamy do czynienia z naprawdę sprawnie napisaną intrygą i kulminacją relacji pomiędzy dwiema bohaterkami. Zaskakująco jedna z nich stała się antagonistką, ale twórcy unieśli ciężar odpowiedzenia na postawioną od pierwszego odcinka tezę – co oznacza być superbohaterem?” Adam Grochocki z Geek Life stwierdził, że „to pełen emocji sezon, nie mający praktycznie słabszych momentów. Obok Daredevila to najlepsze, co możecie zobaczyć w Netflikoswym Uniwersum Marvela”.

### Nominacje
| Rok  | Ceremonia     | Kategoria                                                      | Nominowani     | Rezultat  | Przypis |
| ---- | ------------- | -------------------------------------------------------------- | -------------- | --------- | ------- |
| 2019 | Saturn Awards | Najlepszy serial o superbohaterach na platformie streamingowej | Jessica Jones  | Nominacja | [ 59 ]  |
| 2019 | Saturn Awards | Najlepsza aktorka w produkcji na platformie streamingowej      | Krysten Ritter | Nominacja | [ 59 ]  |